# Rainbow Fish (serie animada)
Rainbow Fish es una serie de televisión animada británica del año 2000, producida en 1999, diseñada especialmente para niños en edad preescolar.  Fue adaptada del libro del mismo nombre; sin embargo, la serie de televisión no sigue la trama del libro en sí; más bien toma el personaje y el escenario y crea una historia completamente nueva con ellos. Se agregaron algunos personajes y se eliminaron otros para los fines del programa. En la serie, el lugar donde viven los peces se llama "Bahía de Neptuno" (en honor a Neptuno, el dios del mar). Los peces (en su mayoría) asisten a la "Escuela de Peces". Hay un naufragio llamado "Shipwreck Park" en la serie que se parece a los restos del RMS Titanic. Fue producido por Decode Entertainment, EM.TV y distribuido por Sony Wonder.
En España la serie se emitió en TVE2 a partir de 2001 y posteriormente en Cartoon Network.